# Centro financiero

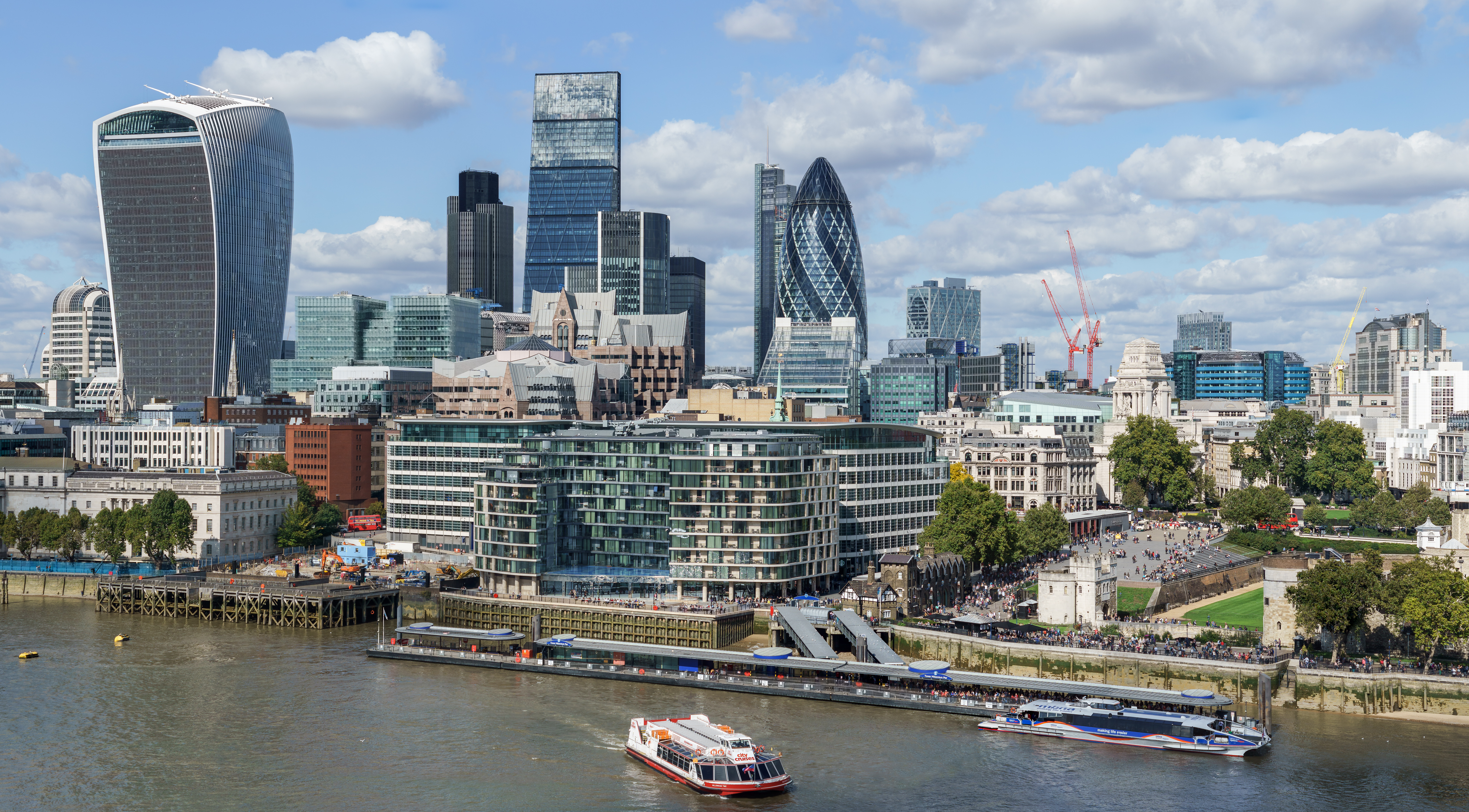
La City de Londres, en el Reino Unido. Es uno de los centros financieros más antiguos y hoy en día sigue siendo el corazón de la industria de servicios financieros de Londres.

Un centro financiero es un lugar que alberga a un grupo de proveedores de servicios financieros de importancia nacional o internacional, como bancos, gestores de inversiones o bolsas de valores. Un centro financiero prominente puede describirse como un centro financiero internacional o un centro financiero global y a menudo es también una ciudad mundial. Los centros financieros regionales y nacionales interactúan con estos centros líderes y pueden actuar como alimentadores de empresas o proporcionar acceso local a esos centros internacionales. Un centro financiero extraterritorial (offshore) es típicamente una jurisdicción más pequeña, con impuestos bajos y una regulación más laxa que sirve principalmente como un paraíso fiscal corporativo internacional.  

## Descripción

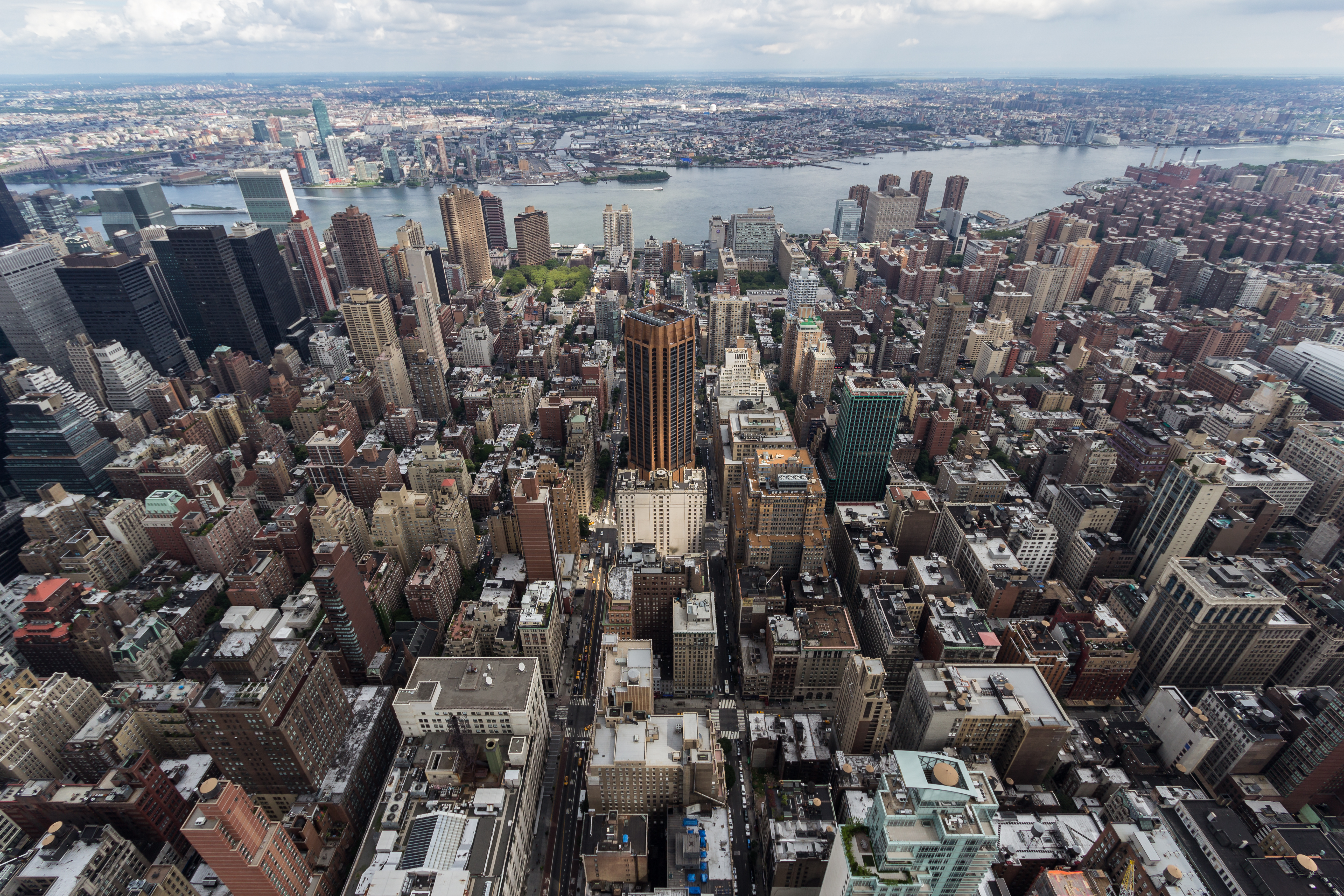
Manhattan, ciudad de Nueva York. Este es el centro financiero más importante del mundo, siendo la capital financiera de los Estados Unidos.

Los centros financieros están ubicados en una aglomeración de participantes en los mercados bancario, de gestión de activos, de seguros y financiero con lugares y servicios de apoyo que se llevarán a cabo.  Los participantes pueden incluir intermediarios financieros (como bancos y corredores), inversores institucionales (como administradores de inversiones, fondos de pensiones, aseguradores, fondos de cobertura) y emisores (como empresas y gobiernos). La actividad comercial puede tener lugar en lugares como intercambios e involucrar a cámaras de compensación, aunque muchas transacciones se realizan sin receta (OTC), es decir entre participantes. Los centros financieros suelen albergar empresas que ofrecen una amplia gama de servicios de asesoramiento financiero, por ejemplo, en relación con fusiones y adquisiciones, o que participan en otras áreas de las finanzas, como el capital privado y el reaseguro. Otros servicios financieros auxiliares incluyen agencias de calificación, así como servicios profesionales relacionados, especialmente asesoría legal.
Los centros financieros sirven al negocio doméstico de su país de origen y también pueden servir a negocios internacionales. La actividad internacional ocurre tan pronto como uno de los participantes en la actividad se está convirtiendo en el país de origen del centro financiero, o cuando los instrumentos en sí son de naturaleza internacional, como los eurobonos. El término centro financiero internacional o centro financiero mundial se utiliza principalmente para indicar un centro financiero prominente donde se llevan a cabo tales negocios internacionales o transfronterizos. 
Un documento del Fondo Monetario Internacional ofrece la siguiente definición: 
Los Centros Financieros Internacionales (IFCs) -como Londres, Nueva York y Tokio son grandes centros internacionales de servicio completo con sistemas avanzados de pagos , que respaldan a las grandes economías nacionales, con mercados profundos y líquidos diverso, y donde los marcos legales y regulatorios son adecuados para salvaguardar la integridad de las relaciones entre el principal y el agente y las funciones de supervisión

## Clasificaciones
Antes de la década de 1960, hay pocos datos disponibles para clasificar los centros financieros. En los últimos años se han elaborado y publicado muchas clasificaciones. Dos de las más relevantes son el Índice de Centros Financieros Globales y el Índice de Desarrollo de Centros Financieros Internacionales Xinhua-Dow Jones.

### Índice de Centros Financieros Globales (2022)

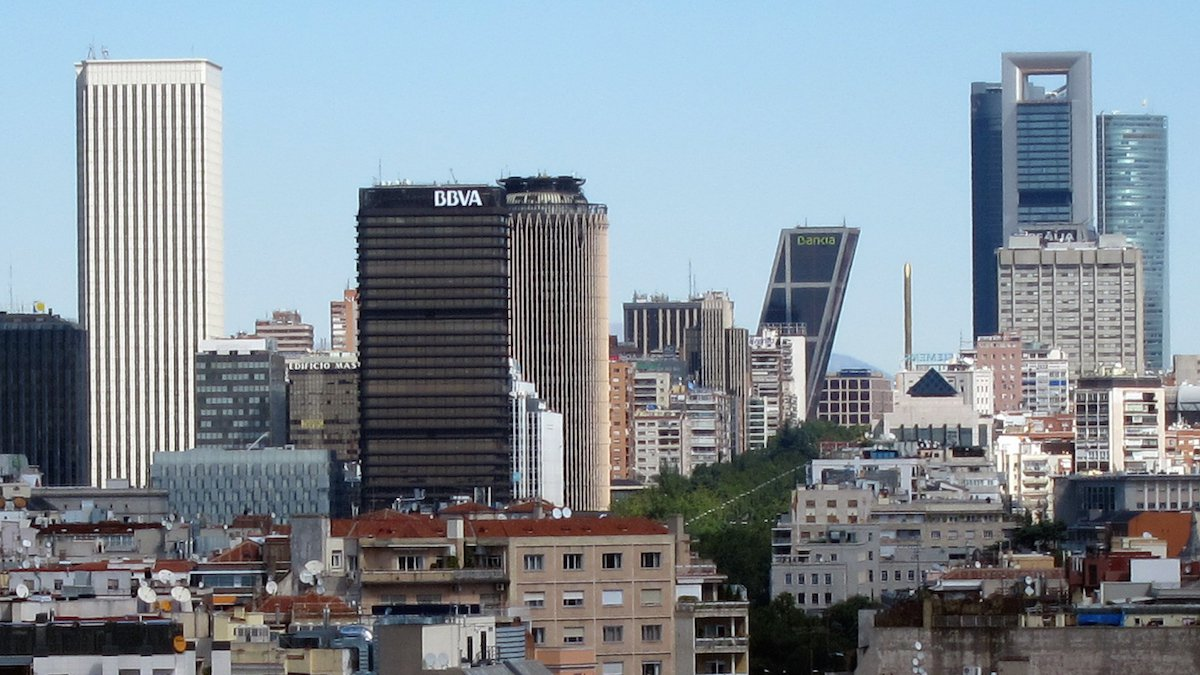
La CTBA, junto con AZCA, conforman las principales zonas financieras de Madrid, el tercer centro financiero más importante de la Unión Europea, tras París y Fráncfort.

El Índice de Centros Financieros Globales (o «GFCI» por sus siglas en inglés) es un índice elaborado semestralmente desde 2007 por el grupo de expertos Z/Yen con sede en Londres en colaboración con el Instituto de Desarrollo de China, con sede en Shenzhen. 
A fecha del 24 de marzo de 2022, los principales centros financieros del mundo entre los 119 centros financieros clasificados son:
| Clasificación | Cambio      | Ciudad           | Puntuaje | Cambio      |
| ------------- | ----------- | ---------------- | -------- | ----------- |
| 1             | Sin cambios | Nueva York       | 759      | 3           |
| 2             | Sin cambios | Londres          | 726      | 14          |
| 3             | Sin cambios | Hong Kong        | 715      | 1           |
| 4             | 2           | Shanghái         | 714      | 1           |
| 5             | 2           | Los Ángeles      | 713      | 1           |
| 6             | 2           | Singapur         | 712      | 3           |
| 7             | 2           | San Francisco    | 711      | 3           |
| 8             | Sin cambios | Pekín            | 710      | 1           |
| 9             | Sin cambios | Tokio            | 708      | 2           |
| 10            | 6           | Shenzhen         | 707      | 8           |
| 11            | 1           | París            | 706      | 1           |
| 12            | 1           | Seúl             | 705      | 3           |
| 13            | 2           | Chicago          | 704      | Sin cambios |
| 14            | 2           | Boston           | 703      | Sin cambios |
| 15            | Sin cambios | Washington D. C. | 702      | 2           |
| 16            | 2           | Fráncfort        | 694      | 7           |
| 17            | 1           | Dubái            | 691      | 3           |
| 18            | 6           | Madrid           | 690      | 3           |
| 19            | 2           | Ámsterdam        | 687      | 1           |
| 20            | 1           | Zúrich           | 686      | 4           |

### Índice Xinhua-Dow Jones (2010-2014)

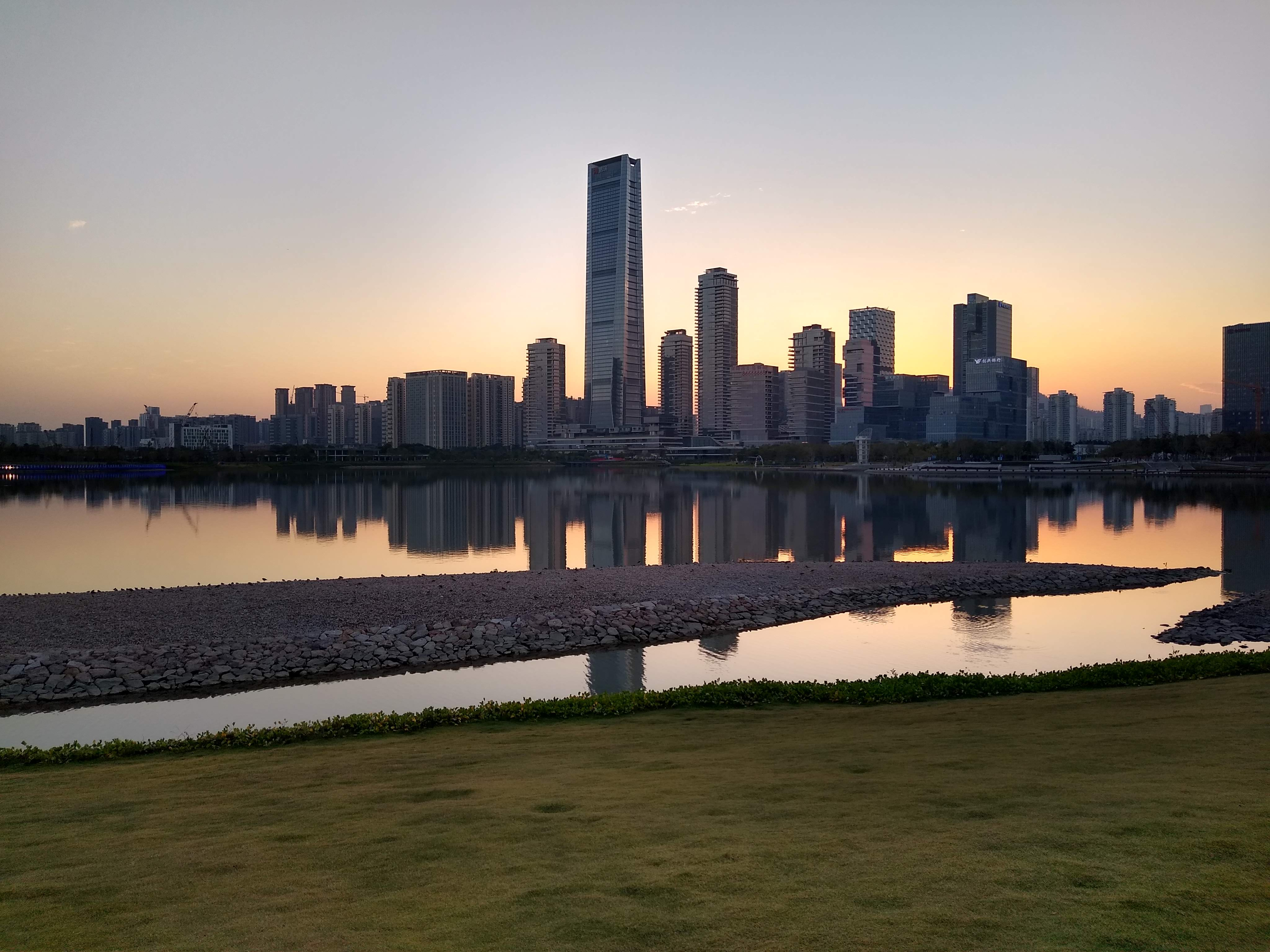
Shenzhen, ciudad clave para la tecnología y las finanzas en China y una de las más importantes e influyentes en Asia.

El Índice de Desarrollo de Centros Financieros Internacionales Xinhua-Dow Jones fue elaborado anualmente por la Agencia de Noticias Xinhua de China con la Bolsa Mercantil de Chicago y Dow Jones & Company de Estados Unidos desde 2010 hasta 2014. Durante ese tiempo, Nueva York fue el centro mejor clasificado.
Según el Índice de Desarrollo de los Centros Financieros Internacionales (IFCD) Xinhua-Dow Jones de 2014, los diez primeros centros financieros globales fueron:
| Clasificación | Cambio      | Ciudad     | Puntuaje |
| 1             | Sin cambios | Nueva York | 87,72    |
| 2             | Sin cambios | Londres    | 86,64    |
| 3             | 1           | Tokio      | 84,57    |
| 4             | 1           | Singapur   | 77,23    |
| 5             | 2           | Hong Kong  | 77,10    |
| 5             | Sin cambios | Shanghái   | 77,10    |
| 7             | Sin cambios | París      | 64,83    |
| 8             | Sin cambios | Fráncfort  | 60,27    |
| 9             | 2           | Pekín      | 59,98    |
| 10            | 1           | Chicago    | 58,22    |